# Rodt (Sankt Vith)
Rodt (frz. veraltet Sart-lez-Saint-Vith) ist eine Ortschaft in der Deutschsprachigen Gemeinschaft in Belgien und Ortsteil der Stadtgemeinde St. Vith. Rodt zählt 543 Einwohner (Angabe Stand 31. Dezember 2015).
Rodt liegt rund vier Kilometer westlich der Kernstadt Sankt Vith. Die Umgebung des Dorfes ist durch landwirtschaftliches Grünland geprägt, im Nordwesten schließen sich größere Waldgebiete an. Rund zwei Kilometer östlich des Ortes liegt das Gewerbegebiet Sankt Vith II, direkt an der Ausfahrt der Autobahn 27. Bis zum Zusammenschluss der Gemeinden in Belgien im Jahre 1977 gehörte das Dorf zur Gemeinde Crombach.  

## Tourismus
Die bekannteste Sehenswürdigkeit in Rodt ist das Biermuseum, das 1989 eröffnet wurde. Das Museum zeigt eine Sammlung von rund 3500 verschiedenen Biersorten sowie historische Brauereiutensilien und Rohstoffe für das Bierbrauen. 
Im Winter werden in der Umgebung von Rodt Langlaufloipen gespurt.

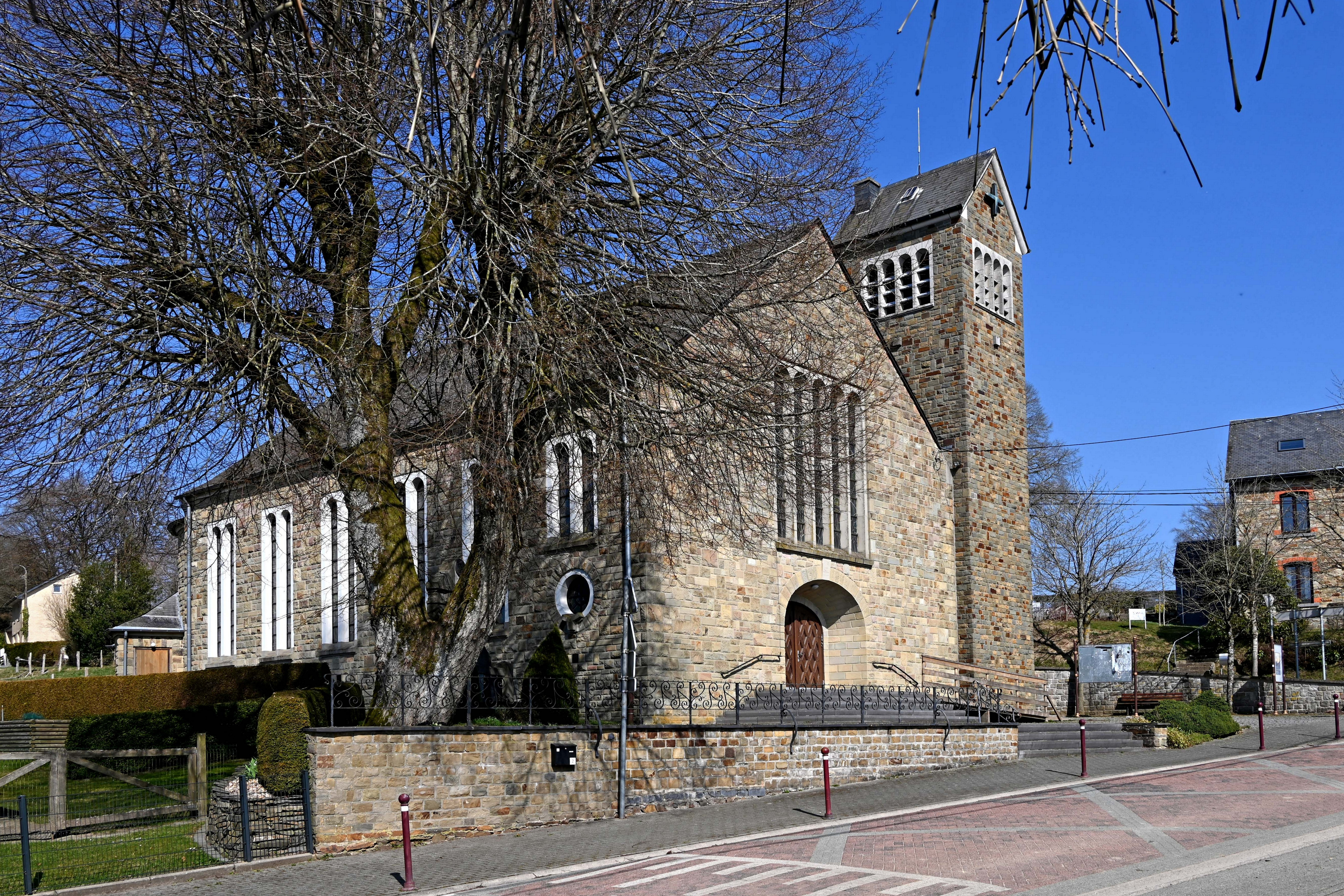
Kirche St. Kornelius